# Delphinium prokhanovii
Delphinium prokhanovii là một loài thực vật có hoa trong họ Mao lương. Loài này được Dimitrova mô tả khoa học đầu tiên năm 1966.